# Singularitat matemàtica
En matemàtiques, una singularitat és un punt en què un objecte matemàtic donat no està definit, o un punt on l'objecte matemàtic deixa de tenir un bon comportament d'alguna manera particular, com per exemple per manca de diferenciabilitat o analiticitat o bé un punt d'un conjunt excepcional on aquest falla en el seu comportament normal en algun sentit, com ara una derivada.
Dins de l'àmplia varietat de funcions matemàtiques existents es troben algunes que presenten comportaments estranys i inesperats quan se'ls assignen determinats valors a la/les variable/s independent/s. Aquest comportament es descriu amb el nom de singularitat de la funció.
Per exemple, la funció recíproca {\displaystyle f(x)=1/x} té una singularitat a {\displaystyle x=0}, on el valor de la funció no està definit, ja que implica una divisió per zero. La funció de valor absolut {\displaystyle g(x)=|x|} també té una singularitat a {\displaystyle x=0}, ja que allà no és diferenciable.

## Concepte intuïtiu de la continuïtat
Intuïtivament, s'associa la idea de continuïtat d'una funció al fet de no aixecar el llapis quan es representa la funció. Les discontinuïtats generalment es classifiquen en diversos tipus, i són les anomenades de salt un dels tipus més freqüents. Dins d'aquest tipus, existeixen les discontinuïtats de salt puntuals, en què la funció es desvia un únic punt del camí més raonable, les discontinuïtats de salt finit, en les quals la funció salta un valor i prossegueix de manera contínua a partir d'aquí; i finalment les discontinuïtats de salt infinit, en què la funció assoleix un valor infinit. Aquestes últimes són les que reben el nom de singularitats.
Criteri d'anàlisi de continuïtat en funcions d'una variable:
Una funció {\displaystyle f\,} és contínua en {\displaystyle x=c\,} si i només si:
1. {\displaystyle f(c)\,} està definit.
2. Existeix el límit de {\displaystyle f(x)\,} quan {\displaystyle x\,} tendeix a {\displaystyle c\,}.
3. El límit de {\displaystyle f(x)\,} quan {\displaystyle x\,} tendeix a {\displaystyle c\,} coincideix amb {\displaystyle f(c)\,}.

### Funcions singulars
Hi ha una gran varietat de funcions elementals que contenen singularitats en els seus dominis. Una de les més comunes sol ser la hipèrbola elemental {\displaystyle y(x)={\frac {1}{x}}\,}. Aquesta funció té una singularitat en el punt {\displaystyle x=0\,}; en aquest punt, la funció presenta un comportament que tendeix a l'infinit. Aquesta funció posa de manifest la característica que tota funció racional en què denominador s'anul·li presentarà una singularitat en el punt en què això succeeixi. Així doncs, la funció: {\displaystyle y(x)=(2x-8)/(4x-12)\,} presentarà una singularitat en el punt. Altres funcions que contenen singularitats són: {\displaystyle y(x)=\log x\,} o {\displaystyle y(x)=\tan x\,}.

### Anàlisi de les singularitats
Normalment, les singularitats no poden estudiar-se emprant tècniques aritmètiques elementals, ja que solen implicar operacions que són impossibles de realitzar (per exemple, dividir per zero). En lloc d'això, el mètode preferit per a analitzar el comportament de les funcions en les seves singularitats és el pas al límit. Estudiant el límit d'una funció en el seu punt singular es pot obtenir informació valuosa del seu comportament en aquest punt. Com a exemple, cal comentar que ningú pot calcular que {\displaystyle y(x)=1/x} pren en el punt {\displaystyle x=0} el valor infinit; però, estudiant el valor que pren el seu límit en aquest punt i analitzant la tendència de la funció a la rodalia és possible assegurar-ho.

### Singularitats en variable complexa
Sigui {\displaystyle z_{0}\in \mathbb {C} }, i una funció {\displaystyle f:\mathbb {C} \longrightarrow \mathbb {C} }, es diu que {\displaystyle f(z)} és singular en {\displaystyle z_{0}} si no és analítica.
A més, si {\displaystyle z_{0}} és una singularitat de {\displaystyle f(z)}, diem que és una singularitat no aïllada si {\displaystyle \forall r>0,\ \ \exists \ z_{1}\in \triangle _{0}(z_{0},r)/f(z)} és singular a {\displaystyle z_{1}}. És a dir, a una distància arbitrària, continuo trobant una altra singularitat. {\displaystyle z_{0}} és una singularitat aïllada si {\displaystyle z_{0}} és una singularitat i no és no aïllada. Dins de les singularitats aïllades, les podem classificar en:
- Evitables: pot definir un valor tal que {\displaystyle f(z)} sigui analítica a {\displaystyle z_{0}}.
- Polars: {\displaystyle f(z)} tendeix a {\displaystyle \infty } en acostar-se a {\displaystyle z_{0}}.
- Essencials: el límit no és independent del camí, i encara més, la funció pren valors per a tot el pla complex (excepte un) en un entorn de {\displaystyle z_{0}} i ho fa infinites vegades.

És possible estudiar el tipus de singularitat no aïllada, mitjançant el desenvolupament de Laurent a la corona centrada en {\displaystyle z_{0}}. Si la sèrie principal (la de potències negatives) té termes finits, es tracta d'una singularitat polar; en cas contrari, és essencial. Lògicament, es desprèn que si el desenvolupament de Laurent es redueix a una sèrie de Taylor, la singularitat hi és evitable.

### Interpretació física de les singularitats
L'estudi de les singularitats des del punt de vista matemàtic es limita específicament a resoldre el problema de la funció que no està definida en el punt d'estudi. Teories com ara l'electromagnetisme clàssic de Maxwell contenen singularitats en les seves equacions bàsiques. En la teoria de Maxwell, una de les singularitats més conegudes és la que prediu un camp elèctric infinit en el lloc on es troba col·locada una càrrega puntual.
Una de les singularitats més famoses de la física és la que es troba en la solució de Schwarzschild de les equacions de camp de la relativitat general, singularitat en el continu espaitemps que prediu l'existència de forats negres.
Actualment, un dels camps de discussió oberts més apassionants de la física és aquell que pretén estudiar si hi va haver o no singularitat en el principi de l'univers i si n'hi haurà al final.

## Anàlisi complexa
En l'anàlisi complexa, hi ha diverses classes de singularitats. Aquests inclouen les singularitats aïllades, les singularitats no aïllades i els punts de branca.

### Singularitats aïllades
Suposem que {\displaystyle \ f\ } és una funció complexa derivable en el complement d'un punt {\displaystyle \ a\ } en un subconjunt obert {\displaystyle \ U\ } dels nombres complexos {\displaystyle \ \mathbb {C} ~.} Llavors:
- El punt {\displaystyle \ a\ } és una singularitat evitable de {\displaystyle \ f\ } si existeix una funció holomòrfica {\displaystyle \ g\ } definit en tots {\displaystyle \ U\ } de tal manera que {\displaystyle \ f(z)=g(z)\ } per a tot {\displaystyle \ z\ } en {\displaystyle \ U\smallsetminus \{a\}~.} La funció {\displaystyle \ g\ } és un substitut continu de la funció {\displaystyle \ f~.}[5]
- El punt {\displaystyle \ a\ } és un pol o singularitat no essencial de {\displaystyle \ f\ } si existeix una funció holomòrfica {\displaystyle \ g\ } definit a {\displaystyle \ U\ } amb {\displaystyle \ g(a)\ } diferent de zero i un nombre natural {\displaystyle \ n\ } de tal manera que {\displaystyle \ f(z)={\frac {g(z)}{\ (z-a)^{n}\ }}\ } per a tot {\displaystyle \ z\ } en {\displaystyle \ U\smallsetminus \{a\}~.} El menor nombre {\displaystyle \ n\ } s'anomena ordre del pol. La derivada en una singularitat no essencial té una singularitat no essencial, amb {\displaystyle \ n\ } augmentat en 1 (excepte si {\displaystyle \ n\ } és 0 de manera que la singularitat sigui eliminable).
- El punt {\displaystyle \ a\ } és una singularitat essencial de {\displaystyle \ f\ } si no és ni una singularitat desmuntable ni un pal. El punt {\displaystyle \ a\ } és una singularitat essencial si i només si la sèrie de Laurent té infinites potències de grau negatiu.[1]

### Singularitats no aïllades
A part de les singularitats aïllades, les funcions complexes d'una variable poden presentar un altre comportament singular. Aquestes s'anomenen singularitats no aïllades, de les quals hi ha dos tipus:
- Punts de clúster: punts límit de singularitats aïllades. Si tots són pols, tot i admetre expansions de la Sèrie de Laurent en cadascun d'ells, llavors aquesta expansió no és possible al seu límit.
- Límits naturals: qualsevol conjunt no aïllat (per exemple, una corba) sobre el qual les funcions no es poden continuar analíticament al voltant (o fora d'elles si són corbes tancades en l'esfera de Riemann).

### Punts de branca
Els punts de ramificació són generalment el resultat d'una funció multivalor, com ara {\displaystyle \ {\sqrt {z\ }}\ } o {\displaystyle \ \log(z)\,} que es defineixen dins d'un determinat domini limitat de manera que la funció es pot fer d'un sol valor dins del domini. El tall és una línia o corba exclosa del domini per introduir una separació tècnica entre els valors discontinus de la funció. Quan el tall és realment necessari, la funció tindrà valors clarament diferents a cada costat del tall de branca. La forma del tall de la branca és una qüestió d'elecció, tot i que ha de connectar dos punts de branca diferents (com ara {\displaystyle \ z=0\ } i {\displaystyle \ z=\infty \ } per {\displaystyle \ \log(z)\ }) que es fixen al seu lloc.

## Singularitat en temps finit

La funció recíproca, que presenta un creixement hiperbòlic.

Una singularitat de temps finit es produeix quan una variable d'entrada és el temps i una variable de sortida augmenta cap a l'infinit en un temps finit. Aquests són importants en cinemàtica i equacions diferencials parcials: els infinits no es produeixen físicament, però el comportament prop de la singularitat sovint és interessant. Matemàticament, les singularitats de temps finit més simples són lleis de potència per a diversos exponents de la forma {\displaystyle x^{-\alpha },} dels quals el més simple és el creixement hiperbòlic, on l'exponent és (negatiu) 1: {\displaystyle x^{-1}.} Més precisament, per obtenir una singularitat en un moment positiu a mesura que avança el temps (de manera que la sortida creixi fins a l'infinit), s'utilitza {\displaystyle (t_{0}-t)^{-\alpha }} (utilitzant t per al temps, invertint la direcció a {\displaystyle -t} de manera que el temps augmenta fins a l'infinit, i desplaçant la singularitat cap endavant de 0 a un temps fix {\displaystyle t_{0}}).
Un exemple seria el moviment de rebot d'una pilota inelàstica en un pla. Si es considera el moviment idealitzat, en el qual es perd la mateixa fracció d’energia cinètica en cada rebot, la freqüència dels rebots esdevé infinita, ja que la pilota s'atura en un temps finit. Altres exemples de singularitats de temps finit inclouen les diverses formes de la paradoxa de Painlevé (per exemple, la tendència d'un guix a saltar quan s'arrossega per una pissarra) i com la taxa de precessió d'una moneda girada sobre una superfície plana s'accelera cap a l'infinit. abans d'aturar-se bruscament (com es va estudiar amb la joguina del disc d'Euler).
Alguns exemples hipotètics inclouen la fatídica L'equació del dia del judici final de Heinz von Foerster (els models simplistes produeixen una població humana infinita en un temps finit).

## Geometria algebraica i àlgebra commutativa
En geometria algebraica, una singularitat d'una varietat algebraica és un punt de la varietat on l'espai tangent pot no estar definit regularment. L'exemple més senzill de singularitats són les corbes que es creuen. Però hi ha altres tipus de singularitats, com les cúspides. Per exemple, l'equació y2 − x3 = 0 defineix una corba que té una cúspide a l'origen x = y = 0. Es podria definir l'eix x com una tangent en aquest punt, però aquesta definició no pot ser la mateixa que la definició en altres punts. De fet, en aquest cas, l'eix x és una doble tangent.
Per a les varietats afins i projectives, les singularitats són els punts on la matriu jacobiana té un rang inferior al d'altres punts de la varietat.
Es pot donar una definició equivalent en termes d’àlgebra commutativa, que s'estén a varietats i esquemes abstractes: Un punt és singular si l’anell local en aquest punt no és un anell local regular.